# Anthony Housefather
Anthony Housefather, né le 25 janvier 1970, est un avocat et homme politique canadien.
Il fait carrière en droit corporatif et est impliqué en politique municipale. Il est depuis octobre 2015 député libéral de la circonscription de Mont-Royal à la Chambre des communes du Canada.

## Biographie
Anthony Housefather est né à Montréal et est membre de la communauté juive. Il a obtenu deux diplômes en droit de l'Université McGill et une maîtrise en administration des affaires (MBA) de la John Molson School of Business de l'Université Concordia. Il a fait carrière dans la société de technologie des communications Dialogic (en), atteignant le poste de vice-président exécutif.

### Carrière politique
Anthony Housefather est actif dès sa jeunesse dans l'organisation jeunesse libérale, tant au niveau provincial qu’au niveau national. Il débute en politique active au niveau municipal en 1994, étant élu conseiller municipal de la ville de Hampstead sur l'île de Montréal. En 2000 et 2001, il est chef d'Alliance Québec. Après la fusion de la ville de Hampstead à Montréal dans le cadre de la réorganisation municipale de 2002, il devient conseiller d'arrondissement de Côte-Saint-Luc—Hampstead—Montréal-Ouest, puis lors de la reconstitution de Côte-Saint-Luc (municipalité voisine de Hampstead) en 2006, il en est élu maire et le reste jusqu'à son élection à la Chambre des communes du Canada.
En novembre 2014, Housefather est choisi candidat libéral de la circonscription de Mont-Royal, un château-fort pour son parti, en vue de l'élection fédérale de 2015. Il a comme principal adversaire le conservateur Robert Libman. L'élection est remportée par Housefather avec plus de 56 % des suffrages exprimés.
Le 16 février 2016, il est nommé président du Comité permanent de la justice et des droits de la personne de la Chambre des communes. À ce titre, il dirige les travaux relatifs au controversé projet de loi C-14, Loi modifiant le Code criminel et apportant des modifications connexes à d'autres lois (aide médicale à mourir). Ces travaux en comité débutent le 2 mai 2016.
Anthony Housefather est réélu lors des élections de 2019. En décembre 2019, il devient secrétaire parlementaire de la ministre du Travail Filomena Tassi.

## Sport
Anthony Housefather pratique la natation de compétition depuis sa jeunesse. Il participe encore à plusieurs compétitions des catégories senior, et a remporté sept médailles aux Maccabiades de 2013.